# Véronique Schiltz
Pour les articles homonymes, voir Schiltz.
Véronique Schiltz, née à Châteauroux le 23 décembre 1942 et morte à Paris le 4 février 2019, est une archéologue et historienne de l'art française, spécialiste des Scythes et des cultures nomades dans l'Antiquité.

## Biographie
Membre associée de l’Unité de recherches « Archéologies d’Orient et d’Occident », équipe « Hellénisme et civilisations orientales-Fouilles de Samarcande » UMR 126-5 au Laboratoire d’archéologie de l’École Normale Supérieure de la rue d'Ulm, et responsable du programme « Les peuples indigènes dans leurs rapports avec les Grecs » au sein du Groupe de Recherches (G.D.R.-C.N.R.S.) Pont-Euxin.
Enseignante, elle a été Maître de conférences d'archéologie et d'histoire de l'art antique à l'Université de Franche-Comté à Besançon et chargée de cours à Sorbonne Université.
 Correspondant français de l'Académie des inscriptions et belles-lettres en 2003, elle est élue membre le 2 décembre 2011, au fauteuil de Robert-Henri Bautier.
Un ensemble choisi de ses livres et archives a été donné, en sa mémoire, à la bibliothèque de l'Institut de France. Ce don donne lieu à une exposition puis une exposition virtuelle.
Véronique Schiltz a traduit du russe de nombreuses publications scientifiques et littéraires, en utilisant parfois le pseudonyme de Cath Astroff. Dans les années 1990, elle participe à l'émission Panorama sur France Culture.

## Responsabilités éditoriales
- Conseiller scientifique de la collection L’Univers des Formes-Gallimard
- Membre du Comité de Rédaction de la Revue archéologique
- Conseiller scientifique des Dossiers de l’Archéologie
- Membre du Comité scientifique d’Archéothéma, revue d’histoire et d’archéologie
- Membre du Comité de Rédaction de la revue d'études slaves de l'INALCO Slovo
- Co-directrice des Monuments Piot

### Commissariats d’exposition
- L’Or des Amazones, Musée Cernuschi, Paris, 2001, et Musée des Jacobins, Toulouse, 2001-2002.
- Les Survivants des Sables Rouges, Art russe du Musée de Noukous, Ouzbékistan 1920-1940, Caen, 1997.
- L’Or des Sarmates, Centre culturel Abbaye de Daoulas, été 1995.
- L’Or des cavaliers thraces, Palais de la Civilisation, Montréal, 1987.
- Or des Scythes, Grand Palais, Paris 1975.
- Huit peintres de Moscou, Musée des Beaux-Arts, Grenoble, 1974.

## Formation

### Parcours universitaire
- Membre associé de l’équipe « Hellénisme et civilisations orientales- Fouilles de Samarcande » (depuis 1986)
- Chargée de cours à Paris-IV Sorbonne (Iconographie antique et Art du Proche-Orient, 1981-1987)
- Assistante, maître de conférences et directeur de la Section d’archéologie et d’histoire de l’art à la Faculté des Lettres et Sciences Humaines de Besançon, Université de Franche-Comté (1967-2000)
- Thèse de doctorat “Origines et développement de l’art animalier scythe” (1994, EPHE, sous la direction de Paul Bernard)
- Lecteur à l’Université de Moscou, cours de Littérature et civilisation françaises (1965-1967)
- Professeur au Lycée des Pontonniers à Strasbourg (1964-1965)
- Agrégation de Lettres classiques (1964)